# Trichobilharzia ocellata
Trichobilharzia ocellata is een soort in de taxonomische indeling van de platwormen (Platyhelminthes). De worm is tweeslachtig en kan zowel mannelijke als vrouwelijke geslachtscellen produceren. De soort leeft in zeer vochtige omstandigheden. De volwassen vorm leeft als parasiet in watervogels. Met de ontlasting komen de eieren van deze parasiet in zoet water terecht, vervolgens in waterslakken als tussengastheer om zich tot larve te ontwikkelen en weer via het water opnieuw naar watervogels te migreren via de huid. Bij contact met de larven kan bij de mens zwemmersjeuk optreden. De larven sterven door het menselijk afweermechanisme, maar een allergische reactie treedt op, jeukende bultjes op de huid.
De platworm behoort tot het geslacht Trichobilharzia en behoort tot de familie Schistosomatidae. De wetenschappelijke naam van de soort werd voor het eerst geldig gepubliceerd in 1855 door La Valette.